# Mesembryanthemum horridum
Mesembryanthemum horridum là một loài thực vật có hoa trong họ Phiên hạnh. Loài này được Koutnik & Lavis mô tả khoa học đầu tiên.